# ارنست ویکتور فون لایدن
ارنست ویکتور فون لایدن (آلمانی: Ernst Viktor von Leyden؛ ‏ ۲۰ آوریل ۱۸۳۲ – ۵ اکتبر ۱۹۱۰) استاد دانشگاه، متخصص داخلی و آسیب‌شناس اهل پادشاهی پروس بود که در زمینهٔ درمان بیماری‌های عصبی تخصص داشت. وی دانش‌آموختهٔ رشتهٔ پزشکی در دانشگاه هومبولت برلین و از شاگردان یوهان لوکاس شونلاین و لودویگ ترائوبه بود. وی بعدها استاد دانشگاه کونیگسبرگ و دانشگاه استراسبورگ در برلین شد و تاثیر مهمی بر زندگی حرفه‌ای لودویگ ادینگر گذاشت. او در دانشگاه کونیگسبرگ همکاری نزدیکی با فریدریش دانیل فون رکلینگ‌هاوزن داشت. وی در سال ۱۸۸۰ با همکاری فردریک تئودور فون فریریشس «ژورنال پزشکی بالینی» را راه‌اندازی نمود و در سال ۱۸۸۱ «انجمن پزشکی داخلی» را بنیان نهاد. فون لایدن تلاش کرد سرطان حنجرهٔ فریدریش سوم، امپراتور آلمان را درمان کند که البته ناموفق بود و از سال ۱۸۹۴ پزشکِ مخصوصِ الکساندر سوم، امپراتور روسیه شد. پس از مرگ الکساندر سوم، جانشین او نیکلای دوم به فون لایدن نشان درجهٔ یک آنای مقدس (سنت آنا) را اهدا کرد. وی مقالات متعددی در زمینه‌های گوناگون از جمله سل، تابس دورسالیس، فلج اطفال نوشت و یک کتاب دوجلدی در زمینهٔ درمان با رژیم غذایی تألیف نمود.